# Hugo Sommarström
Hugo Sommarström, född 3 juli 1884 i Mariehamn på Åland, död 17 september 1972 i Täby, Sverige, var en åländsk aktivist under de så kallade kampåren 1917–1921. Sin yrkesgärning utförde han som lärare (lektor) vid olika läroverk i Sverige.

## Utbildning och yrkeskarriär
Hugo Sommarström blev student 1904 i Mariehamn, filosofie kandidat och filosofie magister i Helsingfors 1907, filosofie licentiat i Uppsala 1914, teologie kandidat 1917 samt filosofie doktor 1936 och filosofie jubelmagister 1957.
Från 1908 verkade han som lärare, först vid Närpes folkhögskola i Österbotten, från 1909 som föreståndare för Vörå folkhögskola, också i Österbotten, från 1911 vid Birka folkhögskola i Jämtland och från 1913 vid Fjellstedtska skolan. Han prästvigdes 1917 till vice pastor i Estuna, var 1919–1923 kyrkoadjunkt i Solna samt erhöll 1924 på egen begäran avsked från prästämbetet. Efter lektorsvikariat i Uddevalla 1923, Härnösand 1924 och Skövde 1926 blev han 1932 adjunkt i kristendom och historia vid Västerviks högre allmänna läroverk och från 1938 fram till pensioneringen 1949 lektor vid Karolinska läroverket i Örebro.

## De åländska kampåren 1917–1921
Under den åländska kampen för en återförening med Sverige åren 1917–1921 fungerade Hugo Sommarström som en viktig länk mellan Sveriges regering och Ålandsrörelsen.
Den som läser om Ålandsrörelsen stöter snart på namnet Hugo Sommarström, men ännu har ingen försökt skapa en samlad bild av vad han uträttade och vilken roll han spelade. När han 1924 uppmärksammas med en text i tidningen Ålands julbilaga Hälsning till hembygden konstateras kort: ”Hans arbete i ålandsfrågan är alltför känt för att här behöva beröras.”
En av hans insatser skedde i mars 1918. Finland hade försökt att blidka ålänningarna genom att avskilja ögruppen till ett eget län. Det föll inte i god jord. Tidningen Åland pekade istället på behovet av att ordna landsting, en möjlighet för åländska förtroendevalda att på egen hand diskutera landskapets framtid. Tanken ska ha kläckts av ett par ministrar i den svenska regeringen som sedan hade använt Hugo Sommarström som budbärare. Han hade presenterat idén vid ett möte några dagar innan tidningen kom ut och enligt egen egen utsago var det också han som kom på namnet landsting – en syftning på de medeltida landskapstingen. När den åländska självstyrelsen blev verklighet några år senare blev landsting namnet på det högsta beslutande organet. Det byttes på 1990-talet mot lagting.
En annan insats skedde i januari 1919. Då deltog Hugo Sommarström vid fredskonferensen i Paris som tolk åt de åländska representanterna som inte behärskade något främmande språk. När de reste hem stannade han sedan kvar för att bevaka de åländska intressena. På hans anmodan reste en ny åländsk delegation till Paris senare under 1919. Sommarström med fru fungerade som ålänningarnas värdar. Men resan blev tämligen resultatlös.
Kort före sin bortgång hedrades Hugo Sommarström av Ålands landsting med jubileumsmedaljen till minne av landskapets självstyrelse för framgångsrikt arbete till landskapets fromma.

## Skrifter
Förutom historiska uppsatser i facktidskrifter och pamfletter under kampåren skrev Hugo Sommarström två böcker:
- Åland i forntid och nutid, utgiven av Nationalförlaget i Stockholm 1919 (195 sidor), som är en beskrivning av Åland. Bokens tillkomst hänger samman med det intresse för Åland som den åländska återföreningskampen hade skapat.
- Finland under striderna mellan Sigismund och hertig Karl. 1 Klas Flemings tid (1935), hans doktorsavhandling.

## Familj
Hugo Sommarström var son till ångbåtsbefälhavaren i Mariehamn Johan Sommarström (1849–1944) och hans hustru Susanna, född Holm (1846–1894). Han var gift två gånger:

1) 1910–1924 med Dagmar, född Berg (1887–1954), sedan åter Dagmar Berg, sedermera professor i historia vid The American University in Cairo, Egypten, dotter till läkaren, medicine och filosofie doktorn Henrik Berg och hans hustru Louise, född Bergqvist, samt

2) 1927–1972 med Hildur, född Johansson (1895–1984), dotter till byggmästaren och grosshandlaren i Eskilstuna Carl Wilhelm Johansson och hans hustru Mathilda, född Berg.
I andra äktenskapet föddes barnen Ragnvi Sommarström (1933–2009), arkivarbetare, och Leif Sommarström (1935–2010), polismästare i Ronneby. Hugo Sommarström hade också sonen Hans Häggblom (1923–2015), teknologie doktor och atomfysiker, bosatt i Nyköping.